# Mansour Hobeika
Mansour Hobeika (ur. 20 grudnia 1941 w Hadeth-Baalbek, zm. 28 października 2014 w Paryżu) – libański duchowny maronicki, eparcha Zahli w latach 2002-2014.

## Życiorys
Święcenia kapłańskie przyjął 9 czerwca 1968. Uzyskał tytuły licencjackie na uczelniach w Bejrucie i Rzymie. Inkardynowany do eparchii Dżuniji, był m.in. pracownikiem miejscowej kurii, wikariuszem sądowym, a także wikariuszem generalnym eparchii i przewodniczącym biskupiego sądu apelacyjnego. 
W czerwcu 2002 został wybrany przez Synod Kościoła maronickiego biskupem Zahli (wybór został zatwierdzony 12 września przez Jana Pawła II). Sakry biskupiej udzielił mu 26 października tegoż roku ówczesny patriarcha Antiochii, Nasr Allah Butrus Sufajr.
Zmarł w paryskim szpitalu 28 października 2014.